# Касамская керамика

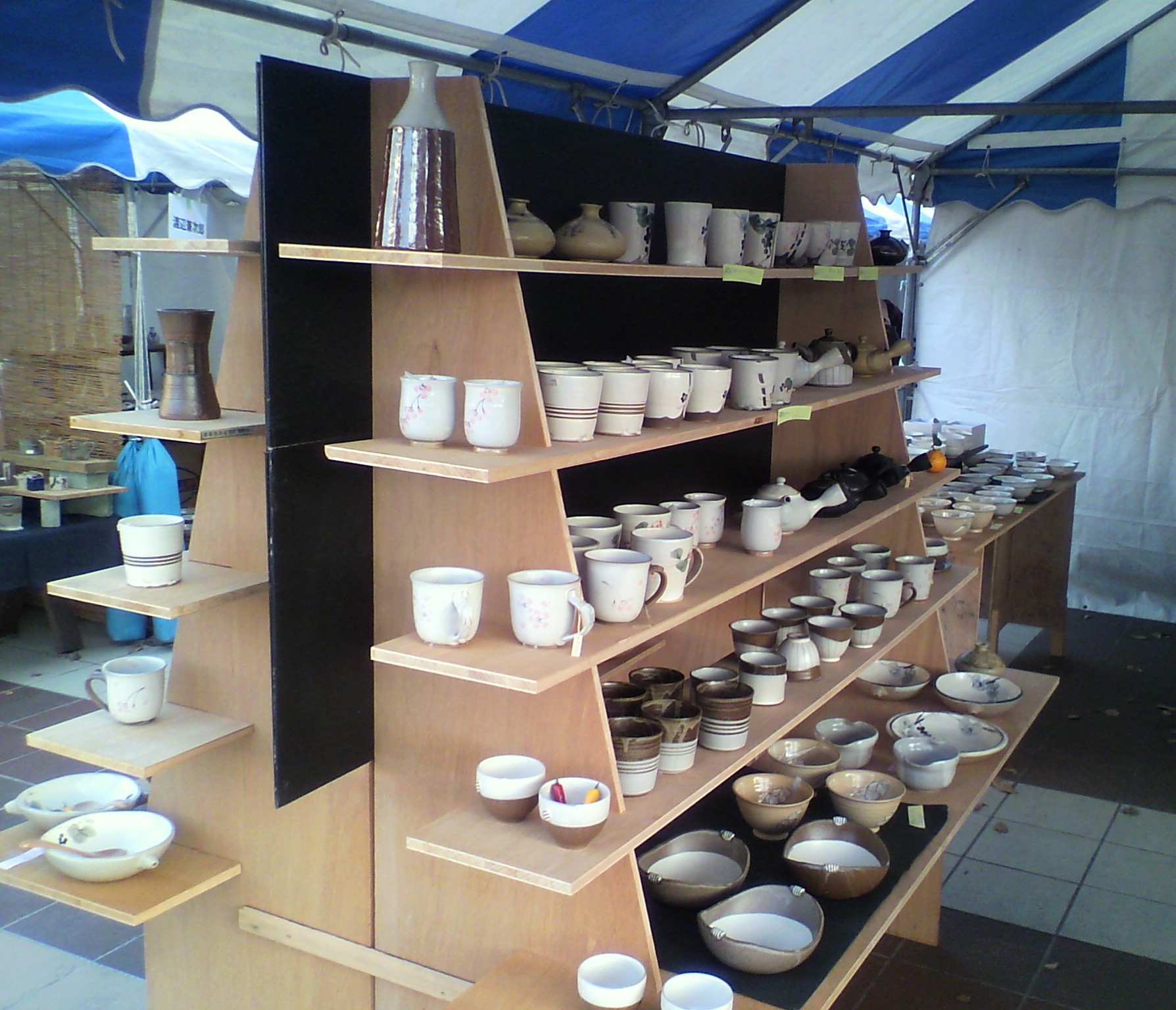

Касамская керамика (яп. 笠間焼, かさまやき, [kasama jakʲi]) — вид фарфоровой керамики в Японии. Изготавливается с 1770 года в городе Касама префектуры Ибараки. До середины XIX века находилась под патронатом обладателей удела Касама-хан. Основными изделиями была повседневная посуда. Масштабы производства выросли после реставрации Мэйдзи. На конец XX века изготовлением керамики занималось около 300 мастеров.